# Wybory do Parlamentu Europejskiego na Litwie w 2009 roku
Wybory do Parlamentu Europejskiego VII kadencji na Litwie zostały przeprowadzone 7 czerwca 2009. Zgodnie z postanowieniami traktatu nicejskiego w ich wyniku zostało wybranych 12 deputowanych (w miejsce dotychczasowych 13). Wybory zakończyły się zwycięstwem rządzących konserwatystów ze Związku Ojczyzny. Frekwencja wyniosła niespełna 21%.
| Lista wyborcza                                       | Głosy    | %     | Mandaty |
| ---------------------------------------------------- | -------- | ----- | ------- |
| Związek Ojczyzny – Litewscy Chrześcijańscy Demokraci | 147 tys. | 26,8% | 4       |
| Litewska Partia Socjaldemokratyczna                  | 102 tys. | 18,6% | 3       |
| Porządek i Sprawiedliwość                            | 62 tys.  | 12,2% | 2       |
| Partia Pracy                                         | 48 tys.  | 8,8%  | 1       |
| Akcja Wyborcza Polaków na Litwie                     | 46 tys.  | 8,5%  | 1       |
| Ruch Liberalny Republiki Litewskiej                  | 40 tys.  | 7,3%  | 1       |
| Związek Liberałów i Centrum                          | 19 tys.  | 3,5%  | 0       |
| Litewska Partia Centrum                              | 17 tys.  | 3,1%  | 0       |
| Chrześcijańsko-Konserwatywny Związek Socjalny        | 16 tys.  | 2,9%  | 0       |
| Partia Frontu                                        | 13 tys.  | 2,4%  | 0       |
| pozostali                                            | 32 tys.  | 6,0%  | 0       |
| Razem                                                |          |       | 12      |